# Cynan Garwyn
Cynan Garwyn o Cynan ap Brochwel (ca 645 – ca 613) va ser un rei de Powys que visqué al segle vii. El seu malnom Garwyn és una forma gal·lesa antiga per Cames Blanques.
La seva vida està molt poc documentada, i únicament apareix en annals molt posteriors a la seva època, pel que les informacions poden estar tenyides pel pas del temps. Pel fet que heretà el tron de Powys, sembla que hauria estat el primogènit de Brochwel Ysgithrog; i, d'acord amb les genealogies, s'hauria casat amb Gwynwenwen, filla de Domangart mac Aidan d'Escòcia amb qui tingué almenys tres fills: Selyf Sarffgadau (que el succeí en el tron als voltants de l'any 610, possiblement per abdicació), Dinogad i Afandreg Ddu (que es casà amb Cadfan ab Iago del Gwynedd). Segons la tradició, Cynan morí en l'enfrontament amb Æthelfrith de Northumbria, en la batalla de Chester; la data de la batalla és incerta, encara que s'ha situat pel 613. Segons la llegenda, el seu cavall Du Hir Tynnedig (L'Alta Tenda Negra) era un dels tres corsers més grans de Bretanya.
Cynan Garwyn està documentat com a protector de sant Beuno, a qui donà terres per a l'edificació d'un monestir.